# Emma Bærentzen
Emma Bærentzen, född Zoffmann 17 februari 1882 i Hjørring, död 20 augusti 1921 på Thurø, var en dansk författare och stipendiestiftare (Emma Bærentzens Legat).
Emma Bærentzen var dotter till apotekaren Carl Alexander Johannes Zoffmann (1854–1885) och Johanne Christine Christensen (1858–1898). Hon tog studentexamen (privat dimitterad) från Schneekloths Skole 1901 och året därpå examen philosophicum från Köpenhamns universitet. Efter att ha gjort studieuppehåll på flera tyska universitet gifte hon sig 1907 med den norske köpmannen Halvard Batlhazar Rolfsen (1871–1950) och flyttade med honom till Istanbul. Hon utvecklade här en stor passion för den turkiska kulturen och det turkiska folket, vilket kom att vara en stor inspirationskälla i hennes författarskap. Hon debuterade 1909 med romanen I Kalifens Nærhed, vilken följdes av Kuplen (1915), Stambuls vandrende Skygger (1915), Irene (1917) och den postumt utgivna romanen Carla, Stoppekonens Datter (1922). Flertalet av dessa skildrar krocken mellan västerländskt och österländskt tänkande i 1910-talets Turkiet. Däremot utspelar sig handlingen i romanerna Kuplen och Carla, Stoppekonens Datter i dansk miljö och fick inte samma mottagande som de övriga romanerna.
Bærentzen skilde sig från Rolfsen 1913 och gifte om sig samma år med bildhuggaren Thomas Bærentzen. Efter separationen 1917 flyttade hon till Köpenhamn. Hon gav ekonomiskt bistånd till fattiga konstnärer och efter att ha ärvt en förmögenhet från sin morfar lät hon 1918 testamentera den till ett stipendium som kom att bära hennes namn. Stipendiet var på 300 000 danska kronor och tilldelades bildkonstnärer, skådespelare, musiker och skönlitterära författare fram till 1999, då det upphörde.